# Oued Ghir
Oued Ghir (em árabe: وادى غير) é uma comuna localizada na província de Bugia, no norte da Argélia. Segundo o censo de 2008, a população total da cidade era de 19 345 habitantes.